# 忘れないで (DREAMS COME TRUEの曲)
「忘れないで」（わすれないで）は、1991年10月25日にリリースされたDREAMS COME TRUEの10thシングル。ダブルミリオンを記録した4thアルバム「MILLION KISSES」の先行シングル。

## 収録曲
1. 忘れないで
作詞：吉田美和 / 作曲・編曲：中村正人
2. この恋はハードボイルド
作詞：吉田美和 / 作曲・編曲：中村正人

## 収録アルバム
忘れないで
- MILLION KISSES (1991年11月15日)
- BEST OF DREAMS COME TRUE(1997年10月1日、非公式アルバム)
- DREAMS COME TRUE THE BEST! 私のドリカム (2015年7月7日)

この恋はハードボイルド
- MILLION KISSES

## カバー
- THE RANKIN FILE PROJECT (1992年、アルバム『ENGLISH COVERVERSION IN HIT POPS 1』収録)